# Rajamangala National Stadium
Rajamangala National Stadium (thailandsk: ราชมังคลากีฬาสถาน) er det nationale fodboldstadion, hvor Thailands fodboldlandshold spiller deres hjemmekampe. Stadionet ligger i Bang Kapi, Bangkok og blev officielt åbnet i 1998.
Der er plads til 49.749 personer.